# Rui Manuel Figueiredo de Barros

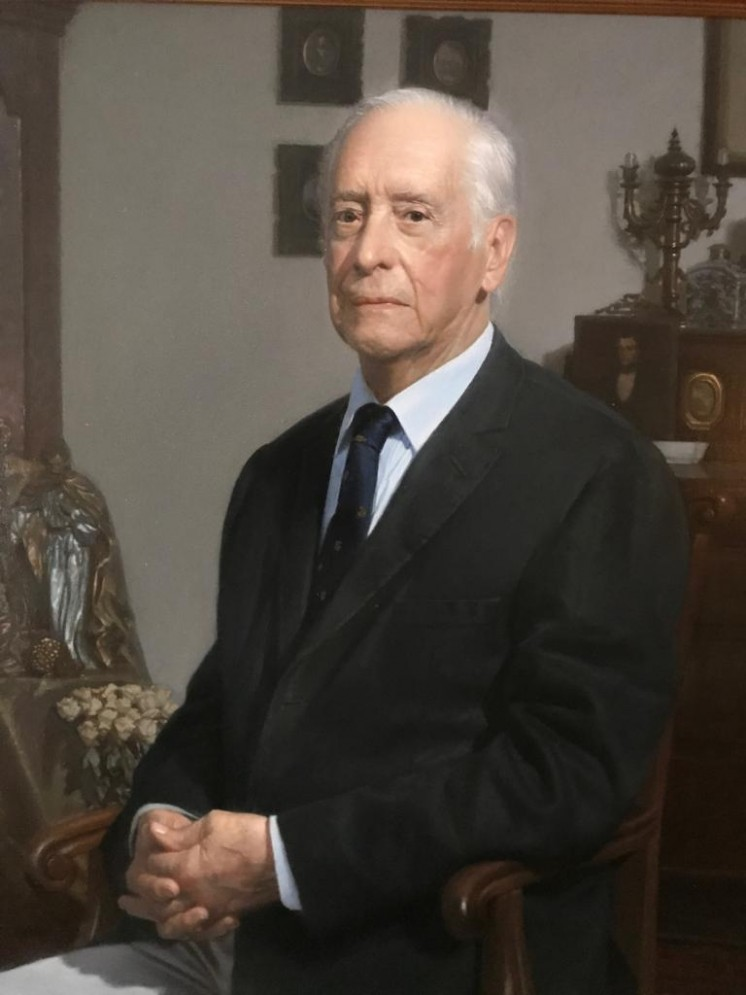
Rui Figueiredo de Barros

Rui Manuel Figueiredo de Barros (Luanda, Angola, 30 de março de 1924 - Lisboa, 28 de fevereiro de 2019) foi um cientista português na área da geologia do urânio.

## Biografia
Rui Manuel Figueiredo de Barros nasceu, em Luanda, Angola, no dia 30 de Março de 1924. A sua infância e adolescência foram repartidas entre Luanda e Lisboa, tendo nesta cidade frequentado o Colégio Militar. 
Em 1942, sagrou-se campeão de ténis de Angola e, mais tarde, durante alguns anos, fez parte da equipe de ténis do CIF (Club Internacional de Foot-Ball), em Lisboa.
Frequentou as Faculdades de Ciências de Lisboa e do Porto, licenciando-se em Geologia. Após a licenciatura ingressou na Junta de Energia Nuclear e especializou-se em Fotogeologia, no Institut Français du Pètrole, em Rueil-Malmaison, vivendo, em Paris, cerca de um ano.
Passou grandes temporadas em África, no âmbito da sua vida profissional dedicada à Geologia do Urânio. Viajou, por razões profissionais e científicas, por mais de cinquenta países de três Continentes. 
Foi Director da Junta de Energia Nuclear com a responsabilidade do planeamento e acompanhamento dos trabalhos das direcções provinciais criadas em Angola e Moçambique. Dinamizou vários acordos de joint-ventures no âmbito da prospecção, no Ultramar, de áreas favoráveis à ocorrência de jazidas uraníferas, tendo presidido às Comissões Técnicas das joint-ventures com a Urangesellschaft, com a Gulf Mineral Ressources Mines e com a Angola-América Central. Representou Portugal, com participação continuada, no Grupo de Especialistas para a Investigação e Desenvolvimento Uranífero criado no âmbito Agência da OCDE para a Energia Nuclear e da Agência Internacional de Energia Atómica. 
No campo associativo, foi presidente da Associação dos Estudantes da Faculdade de Ciências de Lisboa (1947-1949); sócio-fundador e primeiro presidente da Assembleia-Geral da Associação dos Geólogos; presidente da Assembleia-Geral da Associação de Auditores de Defesa Nacional; presidente do Conselho Supremo e presidente da Direcção, com mais mandatos, da Associação dos Antigos Alunos do Colégio Militar.
Morreu, em Lisboa, no Hospital da CUF, no dia 28 de Fevereiro de 2019.

## Condecorações
O Governo do Brasil agraciou-o com a Medalha do Pacificador, em 22 de Julho de 1997.

## Trabalhos e Publicações
Publicou inúmeros trabalhos de carácter científico, entre os quais:
- Nota sobre a geologia da região de Manteigas (Serra da Estrela), 1960.[4]
- Estudo dos Campos Pegmatíticos da Zambézia. Relatório da Missão de Estudos em Moçambique. Campanha de 1963,[5] (trabalho seleccionado para figurar na Exposição de trabalhos de Geologia integrada na edição do Congresso de Geologia de Praga, em 1968, que não se realizou por força da invasão da cidade pelo exército da URSS, em Agosto desse ano).
- L'emploi de la Fhotogéologie à la Junta de Energia Nuclear, 1964.[6]
- O jazigo da Senhora das Fontes, 1966,[7] (incluído na Selected Bibliography on Radioactive Occurrences in Africa, Australia, Canada, Europe, Mexico, New Zealand and South America).[8]
- Classificação dos pegmatitos da Zambézia, Moçambique, 1981.[9]
- Nota sobre uma ocorrência de holmquisite na bordadura do pegmatito Morrua (Zambézia, Moçambique), 1972.[10]
- Reflexões sobre Recursos Energéticos, 1982.[11]
- Políticas Energéticas/Segurança Nacional.[12]
- Estudo Preliminar sobre a ocorrência e interesse dos minerais de Escândio, Írio e Terras Raras" (vol.1) e Lítio (vol. II).[13]

É, também,  autor das seguintes obras:
- Para lá do Colégio Militar Uma Associação Centenária, em co-autoria com seu filho Gonçalo de Medina Figueiredo de Barros.[14]
- Encontro com a Minha Memória, 2018.[15]

## Notícias publicadas por ocasião da sua morte
Entre outras notícias publicadas, a Revista da Associação dos Antigos Alunos do Colégio Militar, relembrou a sua personalidade como o homem que sempre por nós foi respeitado e a forma sempre simples, educada e elegante com que pautou a sua dedicação à nossa Associação e a todos os Antigos Alunos".

## Família
Era filho do Capitão Jorge Figueiredo de Barros e de sua mulher D. Maria da Glória da Matta e Silva Oliveira. Casou, em Fátima, no dia 19 de Dezembro, de 1953, com D. Maria Helena Barbosa de Medina, licenciada em Biologia, de cujo casamento nasceram três filhos: D. Maria Cristina de Medina Figueiredo de Barros, casada com António Manuel da Silva Corrêa Nunes (c.d.), Gonçalo de Medina Figueiredo de Barros, casado com D. Maria Teresa Estrade Abecasis (c.d.) e D. Mafalda de Medina Figueiredo de Barros, casada com João da Silva Prazeres Garcia (s.d.).